# Ensemble de la Grand'Mare
L'ensemble de la Grand'Mare est un ensemble d'immeubles d'habitation situé à Rouen, en France.

## Localisation
L'ensemble de la Grand'Mare est situé dans le département français de la Seine-Maritime, sur la commune de Rouen, au 15 rue Jean-Philippe-Rameau.

## Historique
L'ensemble tient son nom du quartier de Rouen, la Grand'Mare.
Cet ensemble d'habitations comprend 500 logements. Ces derniers sont répartis en 25 plots et comportent 4 étages.
L'ensemble est achevé en 1969 et participe de l'urbanisation des plateaux nord de la ville de Rouen.
L'architecte Marcel Lods (1891-1978) s'est associé à ses deux confrères Paul Depondt et Henri Beauclair au sein du «groupement d'études architecturales pour l'industrialisation du bâtiment » (GEAI), mettant en œuvre le procédé de construction pré-fabriquée. 
Les industriels intéressés sont Saint-Gobain, Pechiney et l'OTUA.
Un prototype est installé à Aubervilliers. Par suite de la visite des lieux, le ministre de l'Équipement et de la construction Edgard Pisani autorise le GEAI à construire 500 logements HLM à la Grand'Mare. Le prototype est démonté et réinstallé à La Courneuve dans l'Établissement Beck (casseur d'autos) en 1972.
La structure de l'ensemble est métallique et les façades emploient les matériaux légers que sont l'aluminium et le verre.
Un film documentaire, Jeu de construction, constitue un témoignage de l'innovation que constitue cette entreprise au début des années 1970.
Au fil du temps, l'ensemble présente des désagréments pour ses occupants d'ordre acoustique (bruits d'impact) ou thermique (simple vitrage), ainsi que d'étanchéité des sols, et surtout  neuf incendies  causant la mort de huit personnes . À la suite de l'un des incendies, les immeubles de Lods furent menacés de démolition au début des années 1980 et sauvés par la mobilisation des habitants, lesquels durent finalement déménager pour laisser le champ libre aux travaux de sécurisation. Malgré une dernière campagne de rénovation vers 2008 et à la suite de deux incendies dramatiques en 2011, les trois premiers  plots sont démolis l'année même, quatorze autres en 2013. La démolition de six des huit derniers plot est entreprise en 2017 et depuis il ne reste que deux immeubles dont le  plot no 2, inscrit au titre des monuments historiques en 2010.